# Darlington (borough)
Pour les articles homonymes, voir Darlington.
Le borough de Darlington (en anglais : Borough of Darlington) est une division administrative anglaise créée en 1974 pourvue du statut de borough et relevant d’une autorité locale unique à partir de 1997. Il est situé au nord-est de l'Angleterre, près du comté du Durham dont il faisait partie jusqu'à cette date. Depuis 2016, il fait partie de l'autorité combinée de la vallée de la Tees.

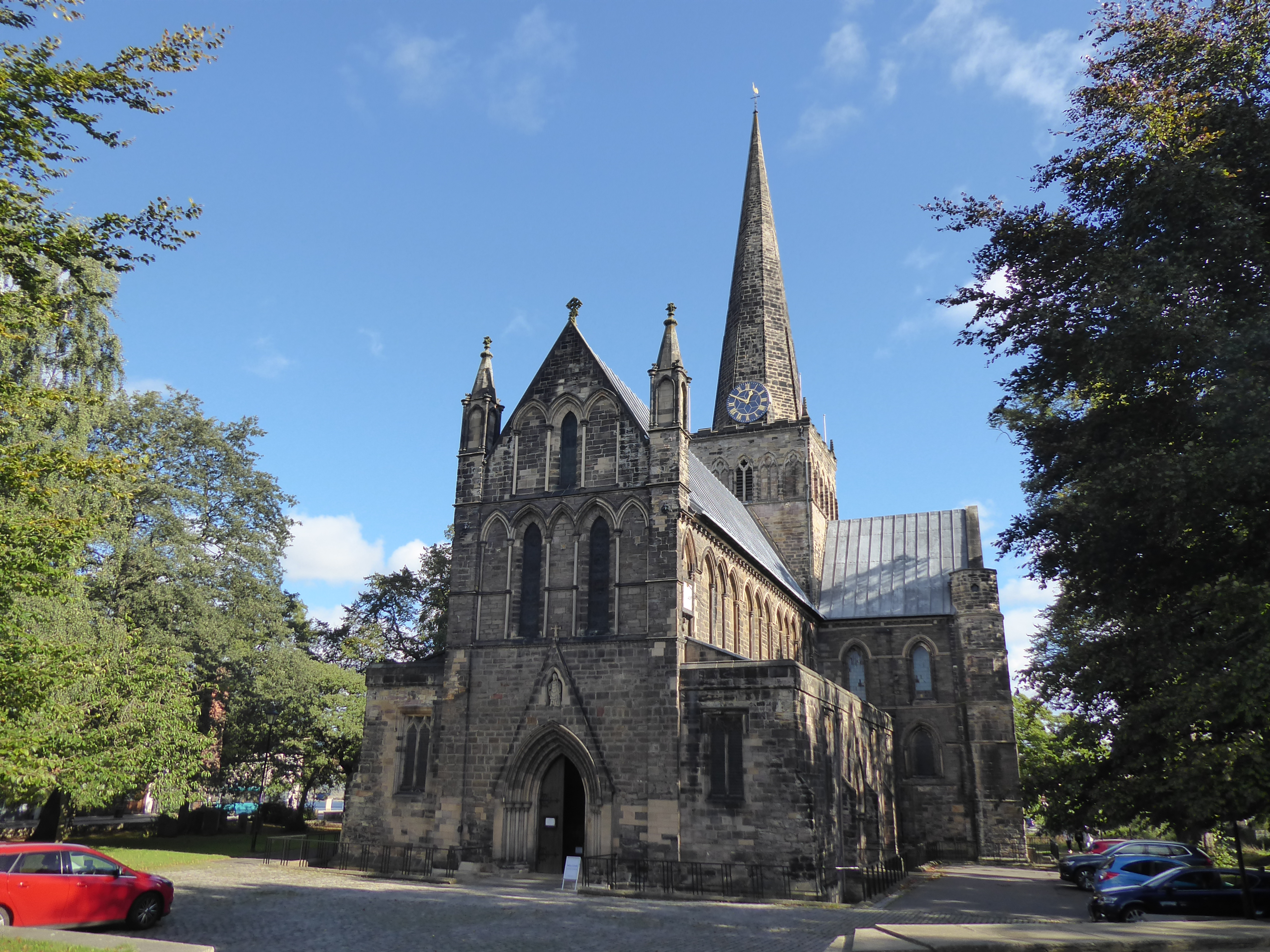
Église paroissiale de Darlington

## Villes et localités
- Darlington (chef-lieu)
- Archdeacon Newton
- Barmpton
- Beaumont Hill
- Bishopton
- Blackwell
- Brafferton
- Coatham Mundeville
- Denton
- Great Burdon
- Great Stainton
- Heighington
- High Coniscliffe
- Houghton Bank
- Houghton-le-Side
- Hurworth-on-Tees
- Hurworth Place
- Killerby
- Little Stainton
- Low Dinsdale
- Middleton One Row
- Middleton St George
- Neasham
- Oak Tree
- Piercebridge
- Redworth
- Sadberge
- Summerhouse
- Walworth Gate
- Walworth